# Central (Hongkong)

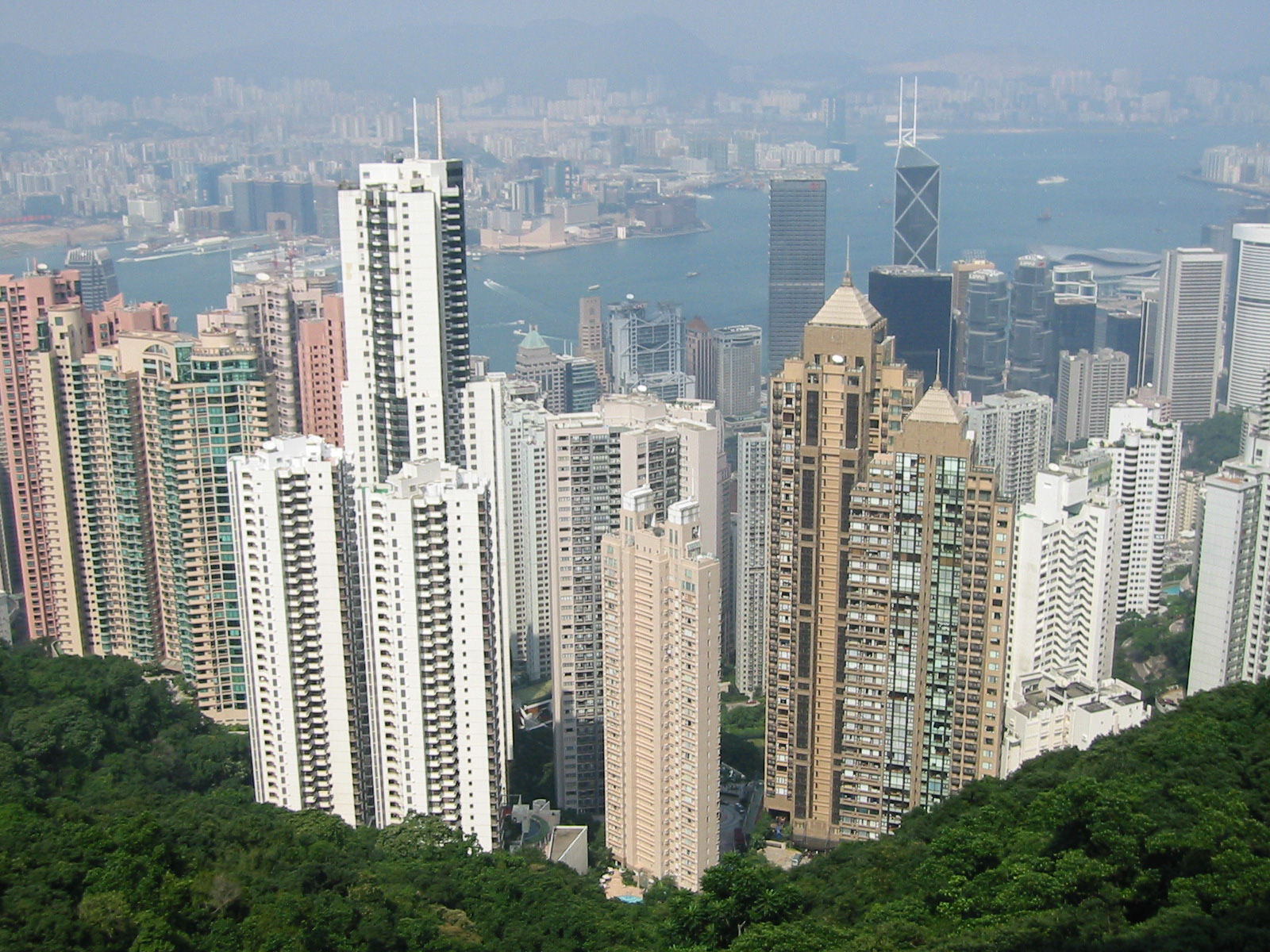
Vedere din Peak

Central (chineză: 中環) numit și „Districtul Central”, „Victoria City” sau mai demult „ Choong Wan” este centrul financiar și cultural din Hong Kong, China.
Central este termenul folosit frecvent pentru oraș, care are în anul  2005, 1.063.646 de locuitori, fiind situat în partea de nord a insulei Honkong.
Coordonate: 22° 27' N, 114° 14' O